# Benno Penßler-Beyer
Benno Penßler-Beyer (* 18. März 1940; † 23. Februar 2019 in Werdau) war ein deutscher Musiker und Gitarrist.

## Leben
Benno Penßler-Beyer wuchs in Thüringen auf.
Ab 1961 spielte er als Gitarrist beim Hemmann-Quintett, welches sich im Jahr 1964 in Amigos umbenannte. Die Musikgruppe spielte hauptsächlich Cover-Songs der britischen Band The Beatles. Von 1967 bis 1973 war er festes Ensemblemitglied in dem von Gerhard Michaelis gegründeten und geleiteten Gerd Michaelis Chor. Danach war er bis 1976 Mitglied in der von Horst Krüger gegründeten Horst-Krüger-Band. Danach trat er einige Jahre lang gemeinsam mit Horst Krüger unter dem Namen Horst & Benno als Duo auf. Ab den 1980er-Jahren war er der Gitarrist in zahlreichen Countrybands, wie beispielsweise bei Country & Co. Eine langjährige musikalische Zusammenarbeit und Freundschaft verband ihn mit Hartmut Schulze-Gerlach.
Penßler-Beyer war von 1985 bis 2010 mit der Musikerin und Sängerin Linda Feller verheiratet. Aus der Ehe ging eine Tochter hervor. Das Ehepaar kehrte im Jahr 1988 nach einem Auftritt in der Schweiz nicht wieder in die DDR zurück und zog daraufhin nach Mainz. Nach der Wende hingegen lebte Penßler-Beyer in Dresden.
Benno Penßler-Beyer starb am 23. Februar 2019 im Alter von 78 Jahren nach kurzer, schwerer Krankheit in einem Hospiz in Werdau.